# ويليام إي. كليري
ويليام إي. كليري هو سياسي أمريكي، ولد في 20 يوليو 1849 في إيلنفيل في الولايات المتحدة، وتوفي في 20 ديسمبر 1932 في بروكلين في الولايات المتحدة. نشط حزبياً في الحزب الديمقراطي. وقد انتخب عضو مجلس النواب الأمريكي ‏.